# Come an' get it
Come an’ get it is een studioalbum van Whitesnake, dat tijdens onderbrekingen in concertreeksen werd opgenomen. Het album werd vastgelegd tijdens juli en september 1980 en januari 1981 in de Startling Studio, Tittenhurst Park, Ascot. De albums van Whitesnake waren tot dan wel opgemerkt door het voornamelijk Britse publiek, maar hoge noteringen in de albumlijsten waren er niet. Bij dit album was dat anders; het haalde de tweede plaats.  Het album bevatte (kennelijk) de juiste mix tussen hardrock en ballad; er stond in Lonely nights zelfs een potentiële meezinger op.
In 2007 verscheen het album opnieuw, toen aangevuld met een aantal remixen.

## Musici
- David Coverdale – zang
- Micky Moody, Bernie Marsden – gitaar, zang
- Neil Murray – basgitaar
- Jon Lord – toetsinstrumenten
- Ian Paice – slagwerk

## Muziek
| Nr. | Titel                                          | Duur |
| --- | ---------------------------------------------- | ---- |
| 1.  | Come an’ get it (Coverdale)                    | 3:56 |
| 2.  | Hot stuff (Coverdale, moody)                   | 3:20 |
| 3.  | Don’t break my heart again (Coverdale)         | 4:02 |
| 4.  | Lonely days, lonely nights (Coverdale)         | 4:14 |
| 5.  | Wine, women an’ song (Whitesnake)              | 3:44 |
| 6.  | Child of Babylon (Coverdale, Marsden)          | 4:46 |
| 7.  | Would I lie to you (Coverdale, Moody, Marsden) | 4:28 |
| 8.  | Girl (Coverdale, Marsden, Murray)              | 3:53 |
| 9.  | Hit an’ run (Coverdale, moody, Marsden)        | 3:22 |
| 10. | Till the day I die (Coverdale)                 | 4:28 |

## Albumnotering
In de Verenigde Staten boekte het album een klein succes; het haalde de 151e plaats in de Billboard Album Top 200.

### Britse album Top 75
Het album kwam binnen op de tweede plaats; het moest Adam & the Ants’ Kings of the wild frontier voor zich dulden.
| Hitnotering: 15-02-1964 t/m 01-08-1964 | Hitnotering: 15-02-1964 t/m 01-08-1964 | Hitnotering: 15-02-1964 t/m 01-08-1964 | Hitnotering: 15-02-1964 t/m 01-08-1964 | Hitnotering: 15-02-1964 t/m 01-08-1964 | Hitnotering: 15-02-1964 t/m 01-08-1964 | Hitnotering: 15-02-1964 t/m 01-08-1964 | Hitnotering: 15-02-1964 t/m 01-08-1964 | Hitnotering: 15-02-1964 t/m 01-08-1964 | Hitnotering: 15-02-1964 t/m 01-08-1964 | Hitnotering: 15-02-1964 t/m 01-08-1964 | Hitnotering: 15-02-1964 t/m 01-08-1964 | Hitnotering: 15-02-1964 t/m 01-08-1964 |
| Week:                                  | 1                                      | 2                                      | 3                                      | 4                                      | 5                                      | 6                                      | 7                                      | 8                                      | 9                                      | 10                                     | 11                                     | 12                                     |
| -------------------------------------- | -------------------------------------- | -------------------------------------- | -------------------------------------- | -------------------------------------- | -------------------------------------- | -------------------------------------- | -------------------------------------- | -------------------------------------- | -------------------------------------- | -------------------------------------- | -------------------------------------- | -------------------------------------- |
| Positie:                               | 2                                      | 4                                      | 5                                      | 7                                      | 11                                     | 19                                     | 30                                     | 31                                     | 24                                     | 39                                     | 34                                     | 50                                     |
| Week:                                  | 11                                     | 14                                     | 15                                     | 16                                     | 17                                     | 18                                     | 19                                     | 20                                     | 21                                     | 22                                     | 23                                     | 24                                     |
| Positie:                               | 43                                     | 48                                     | 45                                     | 56                                     | 65                                     | 58                                     | 56                                     | 82                                     | 46                                     | 64                                     | 92                                     | uit                                    |